# 长春电子科技学院
长春电子科技学院是中華人民共和國吉林省長春市一所民办普通本科学校和应用型大学，始建于2001年，2004年成为独立学院，當時名為长春理工大学光电信息学院。2021年5月22日，经教育部批准，转设为民办普通本科学校，并更名為长春电子科技学院。

## 外部連結
- 官方网站